# Harald Klem
Harald Robert Severin Klem (ur. 21 czerwca 1884 w Tikøb, zm. 24 lipca 1954 w Kopenhadze) – duński pływak, gimnastyk, medalista Olimpiady Letniej 1906 oraz uczestnik Letnich Igrzyskach Olimpijskich 1908 w Londynie.
Zdobył srebrny medal na Olimpiadzie Letniej 1906 w gimnastyce, w wieloboju drużynowym.
Podczas igrzysk olimpijskich w Londynie pływał na dystansach 100 metrów stylem dowolnym, 200 metrów stylem klasycznym oraz w sztafecie na 4 × 200 metrów stylem dowolnym. Wziął również udział w konkurencji gimnastycznej, wieloboju drużynowym.
Brat gimnastyka Erika Klema.